# Kishwar Naheed
Kishwar Naheed (Urdu: کشور ناہید) (Bulandshahr, 1940) é uma poetisa urdu feminista e escritora do Paquistão. Ela escreveu vários livros de poesia. Ela também recebeu prêmios incluindo Sitara-e-Imtiaz por sua contribuição literária para a literatura urdu.

## Biografia
Kishwar Naheed nasceu em 1940 em uma família Syed em Bulandshahr, Índia. Ela migrou para Lahore, Paquistão, após a divisão em 1949 com sua família. Kishwar foi testemunha da violência (incluindo estupro e abdução de mulheres) associada à divisão da Índia. O derramamento de sangue naquela época deixou uma impressão duradoura nela desde tenra idade. Quando jovem, Kishwar foi inspirado pelas meninas que começaram a frequentar a Aligarh Muslim University naquela época. O kurta branco e o gharara branco sob uma burca preta que eles usavam pareciam tão elegantes para ela e ela queria ir para a faculdade, para se educar.
Ela lutou muito para receber educação, quando as mulheres não podiam ir à escola. Ela estudou em casa e recebeu um diploma do ensino médio por meio de cursos por correspondência. Após a matrícula, houve muita resistência da família em aceitar a admissão na faculdade, mas seu irmão, Syed Iftikhar Zaidi, pagou suas mensalidades e a ajudou a continuar sua educação formal. No Paquistão, ela obteve o bacharelado em artes em 1959 e o mestrado em economia em 1961 na Punjab University, Lahore. Kishwar se casou com seu amigo e poeta Yousuf Kamran e o casal tem dois filhos. Depois da morte do marido, ela trabalhou para criar os filhos e sustentar a família.

## Carreira
Kishwar Naheed tem 12 volumes de sua poesia publicados no Paquistão e na Índia. Sua poesia em urdu também foi publicada em línguas estrangeiras em todo o mundo. Seu famoso poema We Sinful Women (Urdu: ہم گنہگار عورتیں), carinhosamente referido como um hino feminino entre as feministas paquistanesas, deu o título a uma antologia inovadora da poesia feminista urdu contemporânea, traduzida e editada por Rukhsana Ahmad e publicada em Londres pela The Women's Press em 1991.
Kishwar Naheed também escreveu oito livros para crianças e ganhou o prestigioso prêmio da Unesco de literatura infantil. Seu amor pelas crianças é tanto quanto sua preocupação pelas mulheres. Ela expressa essa preocupação em seu poema, Asin Burian We Loko, que é um enfoque tocante sobre a situação das mulheres na atual sociedade dominada pelos homens. Naheed ocupou cargos importantes em várias instituições nacionais. Ela foi diretora geral do Conselho Nacional de Artes do Paquistão antes de se aposentar. Ela também editou uma prestigiosa revista literária Mahe Naw e fundou uma organização Hawwa (Eva), cujo objetivo é ajudar mulheres sem uma renda independente a se tornarem financeiramente independentes por meio de indústrias caseiras e venda de artesanato.